# Muzaffar Ahmed

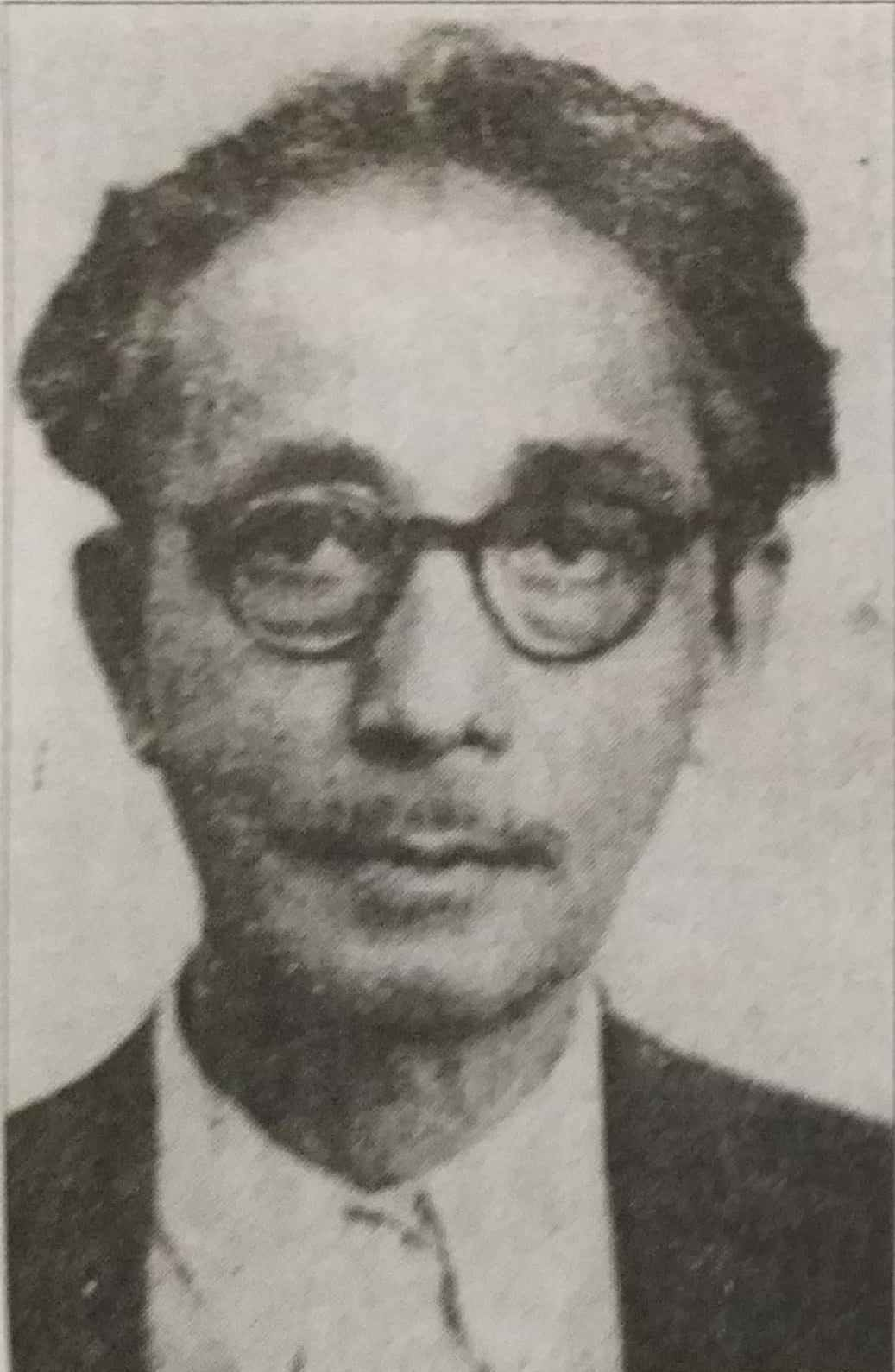
Muzaffar Ahmed en 1925

Muzaffar Ahmed (5 de agosto, Sandwip, 1889 - 1973) fue un rebelde bengalí y pionero del movimiento comunista en la India.
Cariñosamente llamado Kakababu (el tío) por sus simpatizantes y compañeros de partido, fue un comunista verdadero en cada sentido de la palabra. Su modo de vivir y comportamiento eran un modelo a imitar para otros partidarios comunistas. Su educación elemental la obtuvo en el Instituto Kargill de Sandwip, más tarde se pasó a una madraza y todavía después a una escuela de Noakhali.
Mientras era estudiante del Colegio Bangabasi, trabajó en la rotativa del Mahakaran y después laboró como traductor, a la vez que se desempeñaba como subsecretario de la Bangiya Mussalman Sahitya Samiti. A partir de 1916 comenzó a participar en reuniones políticas y procesiones, después en 1920 decidió tomar parte activa dentro de la política.
El 12 de julio de 1920 se hizo redactor de la revista mensual Nabajug, allí trabajó junto a Kazi Nazrul Islam, hasta que dejó el puesto en 1921. 
Muzaffar estableció contacto con la Internacional Comunista y se dedicó de lleno al Partido Comunista de la India, donde conoció a Abdul Halim en 1922 y conjuntamente asumieron la tarea de levantar al partido.
Fue acusado de participar en la conspiración Bolchevique de Kanpur, siendo condenado al encarcelamiento riguroso de 4 años en febrero de 1924, sin embargo, fue liberado en 1925 cuando contrajo la tuberculosis. El 20 de marzo de 1929, fue detenido otra vez en Calcuta por la conspiración de Meerut. En total pasó veinte años dentro de las cárceles, donde un par de veces inició largas huelgas de hambre para exigir un estatus legal claro de los presos políticos.
- Datos: Q3348064